# هرم مقطوع الرأس
الهرم مقطوع الرأس هو هرم مصري في سقارة. تم بناؤه على الأرجح من قبل الملك منكاو حور كايو من الأسرة الخامسة.

## علم الآثار

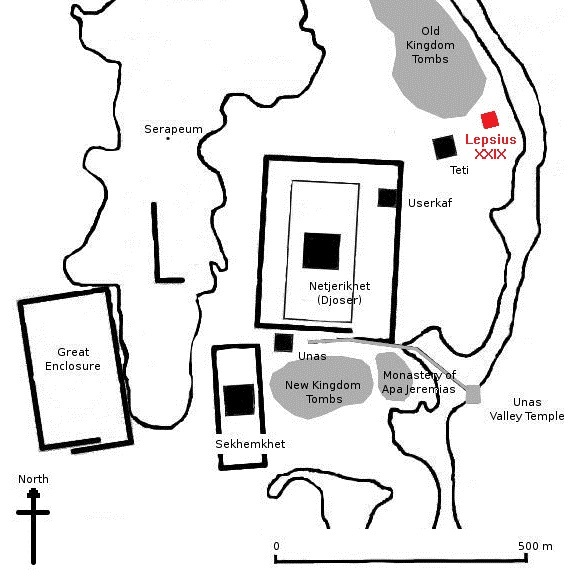
خريطة سقارة. الهرم مقطوع الرأس ، مميز باللون الأحمر (Lepsius XXIX).

قدم كارل ريتشارد ليبسيوس ، الذي زار مصر عام 1843 ، أول وصف موجز وصنفه بالرقم XXIX (29) في قائمة الأهرام. دخل غاستون ماسبيرو الغرف تحت الأرض في عام 1881. تم إجراء أول تنقيب قصير جدًا وغير منتظم للآثار في عام 1930 بواسطة سيسيل م. فيرث. ثم غُطيت الأنقاض مرة أخرى بالرمال.
في عام 1994، اقترح جارومير مالك أن يكون الهرم مقطوع الرأس هو هرم مري كا رع (ملك الأسرة العاشرة) حيث كان معروفًا أن هذا يجب أن يكون الهرم في مكان ما في شمال سقارة بالقرب من هرم تيتي؛ كان الهرم مقطوع الرأس مرشحًا مثاليًا، أيضًا لأنه لم تكن هناك أهرامات أخرى من الأسرة الخامسة في جواره المباشر. ومع ذلك، اعتقد معظم العلماء أن مالك الهرم هو منكاو حور كايو بدلاً من ذلك، لأن الكهنة المعينين للعبادة الجنائزية لهذا الملك دفنوا إلى حد كبير في شمال سقارة.
أكد التنقيب المنهجي للبنية التحتية في عام 2008 تحت زاهي حواس الملكية للأسرة الخامسة على أساس الهيكل والمواد التي كانت نموذجية لتلك الحقبة. على الرغم من عدم العثور على نقوش باسم الملك، نسب حواس ذلك إلى منكاو حور كايو لأنه الملك الوحيد من الأسرة الخامسة الذي لم يتم التعرف على هرمه.

## الهرم
يبلغ طول الهرم تقريبًا 52 م (171 قدم) وربما كان محاذيًا لـ هرم تيتي. عمليا لم يبق شيء من البنية الفوقية، ومن هنا جاء اسمه الهرم مقطوع الرأس. على الجانب الشمالي يقع مدخل نظام الغرف تحت الأرض، والذي تم إغلاقه بواسطة قطعتين جرانيت. تم العثور على غطاء تابوت مكسور في حجرة الدفن.